# Киуй (село)
Киуй — село в Вашкинском районе Вологодской области.
Входит в состав Киснемского сельского поселения, с точки зрения административно-территориального деления — в Киснемский сельсовет.
Расстояние по автодороге до районного центра Липина Бора — 20 км, до центра муниципального образования села Троицкое — 6 км. Ближайшие населённые пункты — Гаврилово-2, Грикшино, Данькино, Демидово, Конютино, Чертеж.
По переписи 2002 года население — 17 человек.